# Zínda
Zínda, en grec moderne : Ζίντα est un village du dème de Minóa Pediáda, en Crète, en Grèce. Selon le recensement de 2011, la population de Zínda compte 116 habitants. Il est situé à une altitude de 490 m et à 25,5 km de Héraklion.